# 106-та гвардійська стрілецька дивізія (СРСР)
106-та гвардійська стрілецька Червонопрапорна ордена Кутузова дивізія (106 гв. СД) — військове з'єднання повітрянодесантних військ Радянського Союзу, що існувало у 1944—1946 роках.
Брала участь в бойових діях на завершальному етапі Другої світової війни: у березні-квітні 1945 р. дивізія брала участь у Віденській операції. З 5 до 11 травня 1945 р. дивізія в складі військ 2-го Українського фронту брала участь у Празькій наступальній операції.
У 1946 році переформована на 106-ту гвардійську повітрянодесантну дивізію.

## Історія

### Передумови
На 4-му Українському фронті було розгорнуто сильне угрупування ПДВ у складі 4-ї, 6-ї та 7-ї гвардійських повітрянодесантних бригад, котрі планувалося застосувати при визволенні Криму.
У грудні 1943 року 4-та й 7-ма гвардійська повітрянодесантні бригади були передислоковані в Московський військовий округ.

### Створення
15 січня 1944 року відповідно до наказу командувача ПДВ Червоної Армії № 00100 від 26.12.1943 р. в місті Ступіно Московської області на базі 4-ї, 7-ї і 17-ї окремих гвардійських повітрянодесантних бригад (бригади дислокувалися в м. Востряково, Внуково, м. Ступіно) була сформована 16-та гвардійська повітрянодесантна дивізія. В дивізії за штатом було 12000 осіб.
У серпні 1944 р. дивізія була передислокована в місто Старі Дороги і 9 серпня 1944 р. увійшла до складу новосформованого 38-го гвардійського повітрянодесантного корпусу.
18 грудня 1944 року 16 гв. ПДД переформована на 106-ту гвардійську стрілецьку дивізію із збереженням нагород і регалій. Це відбулося відповідно до наказу Ставки Верховного Головнокомандувача № 0047 від 18.12.1944 р. На той час вона належала до вже переформованого 38-го гвардійського стрілецького корпусу. У зв'язку з переформуванням дивізії, 4-та окрема гвардійська повітрянодесантна бригада була переформована на 347-й гвардійський стрілецький полк, 7-ма окрема гвардійська повітрянодесантна бригада — на 351-й гвардійський стрілецький полк, 17-та окрема гвардійська повітрянодесантна бригада — на 355-й гвардійський стрілецький полк.
До складу дивізії також була введена 57-ма артилерійська бригада зі складом:
- 205-й гарматний артилерійський полк;
- 28-й гаубичний артилерійський полк;
- 53-й мінометний полк.

У січні 1945 р. дивізія в складі 38-го гвардійського стрілецького корпусу передислокувалася залізницею в Угорщину, до 26 лютого зосередилася на схід від міста Будапешт в районі: Сольнок — Абонь — Сойал — Теріель і на початку березня увійшла до складу 3-го Українського фронту.
16 березня 1945 р. прорвавши оборону німців, 351-й гвардійський стрілецький полк вийшов на австро-угорський кордон.
У березні 1945 р. дивізія взяла участь у Віденській операції, наступаючи на напрямку головного удару фронту. Дивізія у взаємодії із з'єднаннями 4-ї гвардійської армії прорвала оборону противника північніше міста Секешфехервар, вийшла у фланг і тил головних сил 6-ї танкової армії СС, що вклинилися в оборону військ фронту між озерами Веленце і Балатон.
29 березня 1945 року дивізія нагороджена орденом Кутузова II ступеня.
На початку квітня дивізія завдала удару в північно-західному напрямку в обхід м. Відня і у взаємодії з 6-ю гвардійською танковою армією зломила опір противника, вийшла до р. Дунаю і відрізала противнику шляхи відступу на захід. Дивізія успішно вела бої в місті, які тривали до 13 квітня.
26 квітня 1945 року дивізія нагороджена орденом Червоного прапора.
Під час Віденської операції дивізія пройшла з боями понад 300 кілометрів. В окремі дні темп настання її сягав 25-30 кілометрів на добу.
З 5 до 11 травня 1945 р. дивізія в складі військ 2-го Українського фронту брала участь у Празькій наступальній операції.
5 травня дивізія була піднята по тривозі і зробила марш до австро-чехословацького кордону. Увійшовши в зіткнення з противником, 8 травня вона перетнула кордон Чехословаччини і з ходу оволоділа містом Зноймо.
9 травня дивізія продовжувала бойові дії з переслідування ворога й успішно розвивала наступ на Рец, Пісек. Дивізія зробила марш, переслідуючи противника, і за 3 дні пройшла з боями 80-90 км. О 12.00 11 травня 1945 р. передовий загін дивізії вийшов на річку Влтава і в районі села Олешня зустрівся з військами американської 5-ї танкової армії. Тут закінчився бойовий шлях дивізії у Другій світовій війні.

### Повоєнний час і переформування
Після закінчення бойових дій дивізія з Чехословаччини своїм ходом повернулася в Угорщину. З травня 1945 р. до січня 1946 р. дивізія розташовувалася табором в лісах на південь від Будапешта.
15 червня 1946 року переформована на 106-ту гвардійську повітрянодесантну дивізію. Це відбулося на підставі Постанови Ради Міністрів СРСР № 1154474сс від 3.06.1946 р і директиви Генерального штабу Збройних Сил СРСР №орг/2/247225 від 7.06.1946 р.

## Склад

### Серпень 1944
- 4-та окрема гвардійська повітрянодесантна бригада
- 7-ма окрема гвардійська повітрянодесантна бригада
- 17-та окрема гвардійська повітрянодесантна бригада

### Грудень 1944
- 347-й гвардійський стрілецький полк;
- 351-й гвардійський стрілецький полк;
- 356-й гвардійський стрілецький полк;
- 107-й окремий гвардійський зенітно-артилерійський дивізіон;
- 193-й окремий гвардійський батальйон зв'язку;
- 123-й окремий гвардійський протитанковий дивізіон;
- 139-й окремий гвардійський саперний батальйон;
- 113-а окрема гвардійська развідрота;
- 117-а окрема гвардійська хімічна рота;
- 234-й окремий гвардійський медсанбат.

## Традиції
Указом Президії Верховної Ради СРСР від 29.03.1945 р. за участь у розгромі одинадцяти дивізій супротивника на південний захід від м. Будапешту і взяття м. Мор дивізія нагороджена орденом Кутузова II ступеня.
За прорив укріпленої смуги оборони і оволодіння містом Мор весь особовий склад отримав подяку Верховного Головнокомандувача ЗС СРСР.
Указом Президії Верховної Ради СРСР від 26.04.1945 р. «за участь у взятті м. Відня» дивізія нагороджена орденом Червоного Прапора. З тих пір 26 квітня вважається щорічним святом частини.

## Командування
- (1943) генерал-майор Казанкин Олександр Федорович